# Sand Point
Sand Point oder Qagun Tayagungin ist ein Ort mit dem Status einer City mit 578 Einwohnern (Stand 2020) auf der Insel Popof Island im Aleutians East Borough im Bundesstaat Alaska in den Vereinigten Staaten von Amerika und zugleich Verwaltungssitz des Boroughs. Der Ort wurde 1898 als Handelsposten und Fischerdorf gegründet und anfangs überwiegend von Unangan und Skandinaviern bewohnt, heute stammen fast die Hälfte der Einwohner von Aleuten ab, meist aus dem Stamm der Qagan Tayagungin. Wirtschaftlich ist der Fischfang auch heute noch von enormer Bedeutung.

## Geografie
Der Ort liegt auf Popof Island, einer der Alaska-Halbinsel vorgelagerten Insel der Shumagin Islands im Golf von Alaska. Der Hafen Sand Points gehört zu den Häfen des Alaska Marine Highway. Sand Points geographische Koordinaten sind 55° 20′ N, 160° 30′ W (55,336593, −160,493234). Nach den Angaben des United States Census Bureaus hat die Stadt eine Fläche von 75,0 km², wovon 20,2 km² auf Land und 54,8 km² (= 73,05 %) auf Wasser entfallen.

## Demografische Daten
Nach der Volkszählung im Jahr 2000 lebten hier 952 Menschen in 229 Haushalten und 155 Familien. Die Bevölkerungsdichte beträgt 47,1 Einwohner pro km². Ethnisch betrachtet setzt sich die Bevölkerung zusammen aus 27,73 % weißer Bevölkerung, 1,47 % afroamerikanischen Einwohnern, 42,33 % amerikanischen Ureinwohnern, 23,21 % asiatischer Abstammung, 0,32 % pazifizischen Insulanern, 2,21 % von anderen Rassen und 2,72 % stammen von zwei oder mehr Ethnien ab. 13,55 % der Bevölkerung sind spanischer oder lateinamerikanischer Abstammung.
Von den 229 Haushalten hatten 39,3 % Kinder unter 18 Jahren, die bei ihnen lebten, 45,4 % davon waren verheiratete, zusammenlebende Paare, 15,7 % waren allein erziehende Mütter und 31,9 % waren keine Familien. 25,8 % bestanden aus Singlehaushalten und in 3,9 % lebten Menschen mit 65 Jahren oder älter. Die Durchschnittshaushaltsgröße betrug 2,67 und die durchschnittliche Familiengröße war 3,17 Personen.
20,4 % der Bevölkerung waren unter 18 Jahre alt. 8,6 % zwischen 18 und 24 Jahre, 41,5 % zwischen 25 und 44 Jahre, 26,3 % zwischen 45 und 64, und 3,3 % waren 65 Jahre alt oder Älter. Das Durchschnittsalter betrug 36 Jahre. Auf 100 weibliche Personen kamen 165,2 männliche Personen. Auf 100 Frauen im Alter von 18 Jahren oder darüber kamen 181,8 Männer.
Das jährliche Durchschnittseinkommen eines Haushalts betrug $55.417 und das jährliche Durchschnittseinkommen einer Familie betrug $58.000. Männer hatten ein durchschnittliches Einkommen von $20.000 gegenüber den Frauen mit $22.500. Das Prokopfeinkommen betrug $21.954. 16 % der Bevölkerung und 10,3 % der Familien lebten unterhalb der Armutsgrenze. 32,1 % von ihnen sind Kinder und Jugendliche unter 18 Jahre und 3,4 % sind 65 Jahre oder älter.